# Heilig Hartbeeld (Broekhuizen)
Het Heilig Hartbeeld is een standbeeld in de Nederlandse plaats Broekhuizen.

## Achtergrond
Het Heilig Hartbeeld werd in 1921 gemaakt in het Atelier Thissen. Het werd geplaatst op hoek van de Hoogstraat en de Veerweg. Vanwege het toenemende verkeer en het doortrekken van de Hoogstraat, werd het beeld eind jaren vijftig verplaatst naar de noordoostzijde van het kerkhof van de Sint Nicolaaskerk. Na een restauratie kreeg het in 1987 een plek op een sokkel in de kerkhofmuur, dicht bij de oude standplaats.

## Beschrijving
Het beeld is een staande Christusfiguur die zijn handen uitnodigend langs zijn lichaam naar beneden houdt. Hij draagt een gouden kruisnimbus en op zijn borst het Heilig Hart. Hij staat blootsvoets op een halve bol. Op de sokkel is een plaquette aangebracht met de tekst "Komt allen tot mij". Rondom de basis van het beeld staat 

IK BEN KONING DE BRON VAN LEVEN EN HEILIGHEID DE BRON VAN ALLE VERLOSSING